# De tooveressen
De tooveressen is een vrije vertaling door Louis Couperus van de tweede idylle Farmakeutriai (de toverkollen) van de Griekse dichter Theokritos. De vertaling werd in 1918 gepubliceerd in het letterkundig tijdschrift Groot-Nederland (jrg. XVI, nr. 2).
Couperus nam de vertaling later zelf niet op in een bundel. In 1973 werd de tekst naar aanleiding van het vijftigste sterfjaar van Couperus door C.J. Arts opnieuw uitgegeven in de reeks Amsterdamse Cahiers. De Tooveressen is ook opgenomen in de uitgave Louis Couperus -Ongebundeld Werk (1996).

## Externe bronnen
- Tekst op DBNL